# Alaksandr Czarwiakou (ur. 1966)
Alaksandr Wiktarawicz Czarwiakou (biał. Аляксандр Вiктаравiч Чарвякоў; ros. Александр Викторович Червяков, Aleksandr Wiktorowicz Czerwiakow) (ur. 15 września 1966 w Babiniczach) – białoruski docent nauk rolnych i polityk, minister gospodarki Białorusi.

## Życiorys
W 1988 ukończył studia w Białoruskiej Państwowej Akademii Gospodarstwa Wiejskiego. Następnie rozpoczął pracę jako inżynier mechanik kompleksu hodowlanego trzody chlewnej w sowchozie w rejonie orszańskim. W 1991 powrócił na uczelnię, gdzie odbył aspiranturę i w 1996 uzyskał tytuł kandydata nauk. Od 1994 pracował jako wykładowca w Katedrze Mechanizacji Hodowli i Elektryfikacji Produkcji Rolniczej Białoruskiej Państwowej Akademii Gospodarstwa Wiejskiego. W 2001 otrzymał tytuł docenta.
W 2010 został dyrektorem Instytutu Naukowo-Badawczego Ministerstwa Gospodarki Republiki Białorusi. Funkcję tę pełnił do stycznia 2017, gdy został wiceministrem gospodarki Białorusi, pełniąc ten urząd w rządach Andreja Kabiakouwa i Siarhieja Rumasa. W listopadzie 2018 awansował na stanowisko pierwszego wiceministra gospodarki Białorusi.
4 stycznia 2020 mianowany został ministrem gospodarki Białorusi w rządzie Rumasa. Po zmianie na stanowisku premiera, utrzymał urząd w nowym rządzie Ramana Hałouczenki.
W czerwcu 2022 roku został objęty sankcjami przez Kanadę.
20 listopada 2023 mianowany Ambasadorem Białorusi w Chinach.